# Muntele Roșu
Muntele Roșu este situat în comuna Măneciu, Prahova, și face parte din Masivul Ciucaș. Este o destinație turistică apreciată pentru peisajele sale spectaculoase și flora diversificată, fiind inclus în Parcul Natural Munții Ciucaș.

## Geografie
Zona este caracterizată de o topografie variată, cu vârfuri montane, pajiști alpine și păduri de conifere. Altitudinea aproximativă a Muntelui Roșu este de 1.765 metri, iar altitudinea aproximativă la Cabana Muntele Roșu este de aproximativ 1.286 metri.

## Flora și fauna
Muntele Roșu este renumit pentru bujorul de munte (Rhododendron kotschyi), o plantă protejată care înflorește spectaculos în lunile de vară. Vegetația include păduri de molid, fag și brad, iar fauna locală este diversă, cu specii de mamifere precum ursul brun, lupul și râsul, și diverse păsări de pradă.
Bujorii sălbatici care cresc pe o suprafață mare transformă muntele în „roșu”, de unde provine și denumirea.